# 奧爾登 (明尼蘇達州)
奧爾登（英語：Alden，/ˈɑːldən/ ALL-dən）是一個位於美國明尼蘇達州弗里伯恩縣的城市。

## 人口
根據2020年美國人口普查的數據，奧爾登的面積為2.58平方千米，當中陸地面積為2.50平方千米，而水域面積為0.08平方千米。當地共有人口583人，而人口密度為每平方千米226人。